# Don Edmunds
Don Edmunds (23 de setembro de 1930 – 12 de agosto de 2020) foi um automobilista norte-americano que esteve em três (uma) 500 Milhas de Indianápolis, quando a prova fazia parte do calendário da Fórmula 1 de 1950 até 1960: 1957, 1958 (não se qualificou) e 1959 (não se qualificou).
Don Edmunds faleceu em dia 12 de agosto de 2020, aos 89 anos.